# 도로시 (영화)
《도로시》(영어: Dorothy Mills)은 2008년에 개봉한 프랑스의 영화이다.

## 한국판 성우진(KBS)
- 송도영 - 제인 반 돕(카리서 판 하우턴)
- 이선 - 도로시 밀즈(젠 머리)
- 문관일 - 폴 팰런(조 헨리)
- 오인성 - 콜린 게리반(데이빗 윌모트)
- 최수민 - 에일린 맥마흔(게르 라이언)
- 홍진욱 - 패스터 로스(게리 루이스) / 커트(이몬 오웬스)
- 나수란 - 맥클레인 부인(라이나그 오그레디)
- 임은정 - 모린 키어슬리(루이즈 루이스) / 도로시 어머니
- 김소형 - 에이든 키어슬리(데이빗 갠리) / 톰 오브라이언(데이빗 머레이)
- 원호섭 - 존 맥키시(게빈 오코너)
- 최창석 - 던컨 맥클레넌(션 스튜어트)
- 박지윤 - 메리 맥마흔(샬린 맥케나)